# Szlotta Judit
Szlotta Judit (Ajka, 1958. július 6. –) Kazinczy-díjas magyar rádióbemondó, műsorvezető, előadóművész, tanár.

## Életpályája
„Én minden pillanatban bemondó vagyok. Legyek bárhol, villamoson, közértben, színházban vagy éppen társaságban, figyelem, élem az emberek beszédét. Mit, miért és hogyan használnak.”

– 

A Veszprém vármegyei Ajkán született, 1958. július 6-án. Édesanyja orosz származású. Kisiskolásként zongoraórákra járt, franciául tanult, kórusban énekelt, versmondó versenyeken indult. Érettségi után Nyíregyházán, a Bessenyei György Tanárképző Főiskolán szerzett tanári diplomát magyar–orosz szakon.

„Otthon a Nyíregyházi Tanárképző Főiskola tanévzáró vizsgájára készültem, mikor a Magyar Rádió bemondó gyakornoki újsághirdetésén akadt meg a szemem. Elmentem a meghallgatásra, amely műveltségi rosta is volt. A drága Wacha tanár úr felvételiztetett.”

1981-től a Magyar Rádió munkatársa, 1988-tól bemondó.
A rádióbemondók legendás tanárai Wacha Imre és Fisher Sándor is tanították. Gyakornokként egyik mentora Vadász Ágnes volt. 

„Ugrifülesként majd meghaltam, hogy végre megszólalhassak a Magyar Rádióban, ha csak egy nyúlfarknyi szöveggel is. Vadász Ági látta rajtam, és megszegve az előírást, a saját szövegét csúsztatta elém a stúdióban… Ez a műfaj kicsit művészet is, az élőbeszédé. Figyelemmel kísérjük egymás teljesítményét. Engem évekig felhívott telefonon egykori kollégám, Földi Ottó, hogy megdicsérjen.”

 A Rádió Beszélni nehéz című nyelvművelő műsorában Erőss Anna utódjaként, a  helyes megfejtéseket tőle hallhatták a rádióhallgatók. Egyike annak a néhány rádióbemondónak, aki a Magyar Rádió 2007-es átszervezése után is megmaradhatott bemondóként. A Magyar Televízióban a Híradóban, a Falutévében, a Panoráma, az Úton és a Delta című műsorokban dolgozott. A hagyományos bemondói tevékenységek (hírolvasás, adáslebonyolító műsorvezetés, narrációs munkák) mellett műsorvezetőként közreműködött a Nemzeti Galéria, a Vigadó és a Zeneakadémia koncertjein is. Konferált és fellépett irodalmi műsorokban, versmondó versenyeken zsürizett. 2000-ben a költészet napján, Péter Ferenc mellett átvehette Az év bemondója díjat a Fészek klubban. 2019-ben a bemondói szakma megmaradásáért és a magyar nyelv kimagasló műveléséért végzett több évtizedes munkájáért Kazinczy-díjat kapott.

## Előadóművészi munkáiból
- Hernádi Gyula szerzői est [2]
- Történelmi bemondások – Bemondótörténetek [3]

## Díjai, elismerései
- Az év bemondója-díj (2000)[4]
- Kazinczy-díj (2019) [5]